# 発生生物学マーチ・オブ・ダイムズ賞
発生生物学マーチ・オブ・ダイムズ賞（March of Dimes and Richard B. Johnston, Jr., MD Prize in Developmental Biology）はアメリカ合衆国の生物学の賞。フランクリン・ルーズベルトによって設立された非営利団体マーチ・オブ・ダイムズによって毎年授与される。賞金は150,000ドル。

## 受賞者
- 1996年 Beatrice Mintz, Ralph L. Brinster
- 1997年 ヴァルター・ゲーリング, David S. Hogness
- 1998年 Davor Solter
- 1999年 マーティン・エヴァンズ, Richard L. Gardner
- 2000年 ロバート・ホロビッツ
- 2001年 Corey S. Goodman, Thomas M. Jessell
- 2002年 シーモア・ベンザー, シドニー・ブレナー
- 2003年 ピエール・シャンボン, ロナルド・エヴァンス
- 2004年 Mary F. Lyon
- 2005年 マリオ・カペッキ, オリヴァー・スミティーズ
- 2006年 アレクサンダー・バーシャフスキー
- 2007年 アン・マクラーレン, Janet Rossant
- 2008年 Philip A. Beachy, Clifford J. Tabin
- 2009年 Kevin P. Campbell, Louis M. Kunkel
- 2010年 山中伸弥
- 2011年 Patricia Ann Jacobs, David C. Page
- 2012年 Howard Green, エレイン・フックス
- 2013年 Eric N. Olson
- 2014年 フーダ・ゾービ
- 2015年 ルドルフ・イエーニッシュ
- 2016年 ヴィクター・アンブロス, ゲイリー・ラヴカン
- 2017年 チャールズ・デビッド・アリス
- 2018年 Allan C. Spradling
- 2019年 Myriam Hemberger
- 2020年 Susan Fisher
- 2021年 Alan W. Flake
- 2022年 Patricia Hunt
- 2024年 Marisa Bartolomei
- 2025年 盧煜明